# Budapest Grand Prix 2022
Hungarian Grand Prix 2022 là một giải quần vợt thi đấu trên mặt sân đất nện ngoài trời. Đây là lần thứ 20 giải Budapest Grand Prix được tổ chức, và là một phần của WTA 250 trong WTA Tour 2022. Giải đấu diễn ra tại Római Tennis Academy ở Budapest, Hungary, từ ngày 11 đến ngày 17 tháng 7 năm 2022.

## Nội dung đơn

### Hạt giống
| Quốc gia | Tay vợt               | Xếp hạng† | Hạt giống |
| -------- | --------------------- | --------- | --------- |
| CZE      | Barbora Krejčíková    | 14        | 1         |
| ITA      | Martina Trevisan      | 29        | 2         |
| KAZ      | Yulia Putintseva      | 33        | 3         |
| UKR      | Anhelina Kalinina     | 34        | 4         |
|          | Aliaksandra Sasnovich | 35        | 5         |
| CHN      | Zhang Shuai           | 41        | 6         |
| ROU      | Elena-Gabriela Ruse   | 54        | 7         |
| CZE      | Tereza Martincová     | 61        | 8         |
| HUN      | Anna Bondár           | 64        | 9         |

† Bảng xếp hạng vào ngày 27 tháng 6 năm 2022

### Vận động viên khác
Đặc cách:
- Tímea Babos
- Réka Luca Jani
- Natália Szabanin

Bảo toàn thứ hạng:
- Laura Siegemund

Vượt qua vòng loại:
- Carolina Alves
- Kateryna Baindl
- Jesika Malečková
- Despina Papamichail
- Bernarda Pera
- Fanny Stollár

Thua cuộc may mắn:
- Marina Bassols Ribera
- Laura Pigossi

### Rút lui
Trước giải đấu
- Claire Liu → thay thế bởi  Dalma Gálfi
- Marta Kostyuk → thay thế bởi  Panna Udvardy
- Tereza Martincová → thay thế bởi  Marina Bassols Ribera
- Andrea Petkovic → thay thế bởi Bản mẫu:Country data blank Kamilla Rakhimova
- Elena Rybakina → thay thế bởi  Laura Pigossi
- Ajla Tomljanović → thay thế bởi  Ekaterine Gorgodze
- Wang Xinyu → thay thế bởi  Wang Xiyu
- Zheng Qinwen → thay thế bởi  Ana Bogdan

### Bỏ cuộc
Trong giải đấu
- Anhelina Kalinina
- Lesia Tsurenko

## Nội dung đôi

### Hạt giống
| Quốc gia | Tay vợt            | Quốc gia | Tay vợt             | Xếp hạng† | Hạt giống |
| -------- | ------------------ | -------- | ------------------- | --------- | --------- |
| GER      | Laura Siegemund    | CHN      | Zhang Shuai         | 52        | 1         |
| KAZ      | Anna Danilina      | SRB      | Aleksandra Krunić   | 63        | 2         |
| GEO      | Natela Dzalamidze  |          | Kamilla Rakhimova   | 111       | 3         |
| GEO      | Ekaterine Gorgodze | GEO      | Oksana Kalashnikova | 125       | 4         |

† Bảng xếp hạng vào ngày 27 tháng 6 năm 2022

### Vận động viên khác
Đặc cách:
- Réka Luca Jani /  Adrienn Nagy
- Natalia Szabanin /  Luca Udvardy

### Rút lui
Trước giải đấu
- Marta Kostyuk /  Elena-Gabriela Ruse → thay thế bởi  Elixane Lechemia /  Jesika Malečková
- Kaitlyn Christian /  Lidziya Marozava → thay thế bởi  Jessy Rompies /  Hsieh Yu-chieh
- Irina Bara /  Ekaterine Gorgodze → thay thế bởi  Ekaterine Gorgodze /  Oksana Kalashnikova

## Nhà vô địch

### Đơn
- Bernarda Pera đánh bại  Aleksandra Krunić 6–3, 6–3

### Đôi
- Ekaterine Gorgodze /  Oksana Kalashnikova đánh bại  Katarzyna Piter /  Kimberley Zimmermann 1–6, 6–4, [10–6]